# ジ・オリオン高等学校

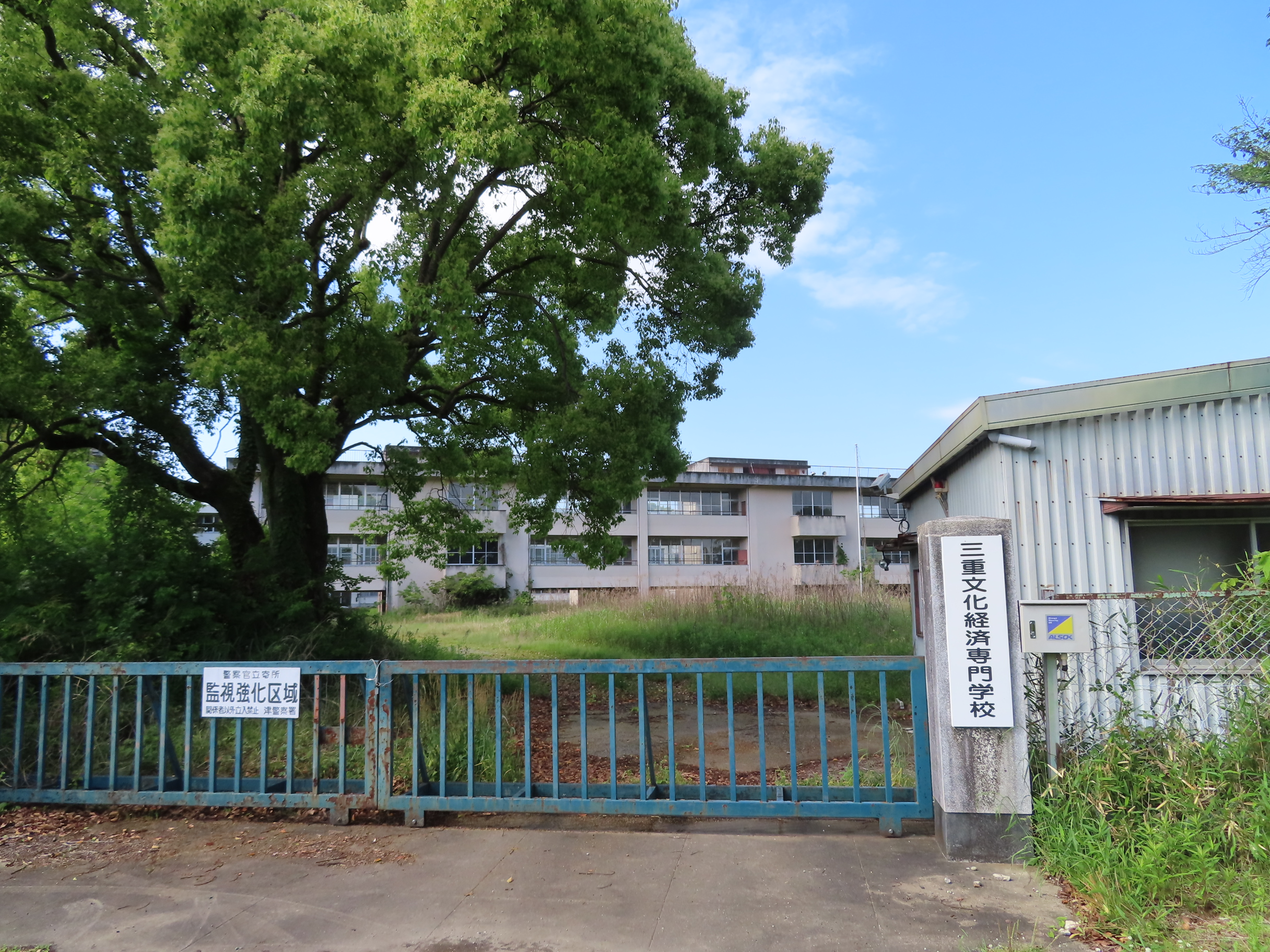
校舎（2022年5月）。三重文化経済専門学校の廃校により既に使われていない。

ジ・オリオン高等学校（ジ・オリオンこうとうがっこう）とは、三重県一志郡久居町戸木町字笠取3796番地（現・津市戸木町）に存在した高等学校。運営主体は学校法人ジ・オリオン学園。

## 概要
第1次ベビーブーム世代の高校進学を見込んで1963年（昭和38年）4月に開校。普通科と商業科があった。しかし1966年（昭和41年）頃からの生徒数の激減によって経営状況が悪化し、改善策として日本鋼管津造船所（現・ユニバーサル造船津事業所）開設に伴う需要を見込んで溶接科を新設し生徒獲得を図ろうとしたが、校舎増築の金策に窮し頓挫。この先行投資の回収不能で経営が更に悪化し、月利6%、年利にして72%という超高金利の融資まで受けていた。更に理事長が手形詐欺を働いて逮捕され、1969年（昭和44年）7月17日にジ・オリオン学園に破産宣告、同校は廃校となってしまった。破産時点の生徒数は107人だった。
野球部が比較的強く、1968年（昭和43年）には全国高等学校野球選手権大会の三重大会で決勝戦まで進出し、甲子園出場まであと1勝というところまで行った実績が残る。夏の戦績は通算参加7年で9勝7敗（廃校に伴う不戦敗を含む）。
2011年（平成23年）4月より校舎はそのままに、学校法人三重文化経済学園の三重文化経済専門学校になっていたが、2022年（令和4年）3月14日の令和3年度第2回三重県私立学校審議会にて学校法人の解散認可され、現在は閉鎖されている。

## 参考書籍
- 近藤龍雄「まぼろしの野球部“ジ・オリオン”」『シリーズにっぽんの高校野球［地域限定エディション］vol.3 東海編』ベースボール・マガジン社<B.B.MOOK489>2008年 ISBN 9784583614779